# La Marelu
Magdalena Montáñez Salazar (Badajoz, 1952) es una cantaora española, conocida artísticamente como La Marelu, uno de los mayores exponentes del flamenco en Extremadura.

## Trayectoria artística
La Marelu nació en la Calle Alta de Badajoz, desde hace años vive en Barcelona, con lazos familiares también en Málaga. De joven ganó un primer premio de cante en Radio Extremadura. El cantante Antonio Molina se fijó en una grabación suya, y la llevó de gira por España y Francia con su compañía. Bebió de fuentes como Porrina de Badajoz, La Perla de Cádiz o Camarón de la Isla.
Cantaora de compás, de fuerza, y a la vez muy natural, domina los tangos y jaleos extremeños, además de fandangos, alegrías y rumbas. Ha realizado grabaciones discográficas con guitarristas como Paco Cepero, con el que grabó varios programas de televisión y del que tanto aprendió, Enrique de Melchor, Félix de Utrera, José María Pardo o Juan Manuel Cañizares.

## Discografía
LP
- Jaleos con La Marelu (1974).
- Jaleos, tangos y fandangos (1975).
- La Marelu (1976).
- La Marelu con la guitarra de Paco Cepero (1977).
- La Marelu con la guitarra de Paco Cepero y Enrique de Melchor (1978).
- La Marelu (1979).
- La Marelu (1981).
- Eso que fuman los moros (1984).
- Si te acuerdas de mi (1989).
- A mi gente (1990).
- Fiesta en el cielo con Camarón (1992).
- A mi suerte (2004).